# University extension
University extension или обучение при университете (англ. university extension, расширение университета) — движение за демократизацию высшего образования, возникшее во второй половине XIX века в Англии и США и распространившееся к концу века в других развитых странах.
Первая идея о «расширении университета» (буквальный перевод термина university extension) на народные массы возникла одновременно с чартистским движением в Англии. Небольшой кружок молодых проповедников и политико-экономов, преимущественно из Оксфорда, поставил своей задачей, для борьбы против революционного характера движения, распространить среди рабочих идею об улучшении их социального быта на христианских началах. С этой целью члены кружка читали курсы лекций среди рабочих (Арнольд — в Институте механиков в Регби, Робертсон — в основанном при его участии клубе рабочих в Брайтоне, Морис — в организованном им Колледже рабочих в Лондоне, где помогал ему и Рёскин до своего перехода в Оксфорд; Кингслей своими романами популяризировал идею высшего образования по всей стране).
Другой причиной, содействовавшей распространению идеи university extension, была чрезвычайная обветшалость всего строя высшего образования в Англии. Университеты оставались тем, чем они были в средние века: замкнутыми корпорациями, монополизировавшими высшее образование в пользу привилегированного класса. Преподавание велось небрежно и ограничивалось немногими излюбленными предметами (классической филологией и математикой). Всякий, записывающийся в студенты, должен был подписать 39 статей; при получении учёной степени требовалось новое свидетельство о вере: таким образом, все нонконформисты лишались доступа в университет.
В 1850 г. была назначена правительственная комиссия для обсуждения университетской реформы; в том же году Оксфорд предложил «семь мер для расширения Университета»:
- устройство студенческих квартир вне колледжей,
- позволение студентам жить в частных домах,
- позволение учиться в Университете, не живя ни в колледже, ни на студенческой квартире,
- допущение вольных слушателей,
- отмена религиозных ограничений,
- устройство богословских школ при епископских резиденциях и «усыновление» их Университетом,
- учреждение местных, подчиненных Университету профессур в Бирмингеме и Манчестере с целью давать учёные степени тем, кто подготовится по требуемым предметам на месте.

В этих предложениях уже заключалась вся сущность мер, принятых позднее старыми университетами для распространения университетского образования.